# Meresanch II
Meresanch II – żona władców starożytnego Egiptu z IV dynastii z okresu Starego Państwa.
Córka władcy Egiptu Cheopsa i jego żony Meritites, siostra rodzona Kawaba, Dżedefhora, Hetepheres II i prawdopodobnie Baure. Była prawdopodobnie żoną swojego brata przyrodniego Dżedefre oraz, co jest pewniejsze, innego brata, rodzonego (Kwiatkowski) lub przyrodniego (Grimal), Baure, najprawdopodobniej więc dwukrotnie była małżonką władcy Egiptu.